# 가지마 건설
가지마 건설(鹿島建設株式会社, Kajima Corp.)은 일본의 주요 종합 건설 회사이다. 외부적으로는 가지마라고 불린다. 닛케이 평균주가를 구성 주식 중 하나이다. 2012년 8월 29일 대한민국 국무총리실 소속 대일항쟁기 강제동원 피해조사 및 국외 강제동원 희생자 등 지원위원회가 일제강점기 강제 동원에 관여했다고 밝히 일본 기업 299개 전범 기업 리스트 중 하나로 올라가 있다.

## 개요
“슈퍼 제네콘”이라고도 알려진 이 회사는 다섯 개의 주요 종합건설업자(가지마 건설, 오바야시구미, 시미즈 건설, 타이세이 건설, 다케나카 건설) 중 하나이다.
이 회사는 고층 빌딩 사업을 전문으로 하고, 첨단 기술과 노하우를 축적하고, 업계 최고의 기술 연구소를 보유하고 있다. 그는 도쿄역 야에스 출구 재개발, 마루노우치역 건물 보존 및 복원(2012년 10월 1일 완공), 아키하바라 지역 개발 프로젝트 및 해외 프로젝트에 대한 광범위한 경험을 보유하고 있다. 한편, 그는 또한 중개 이득 처벌법을 위반한 직원을 체포하는 등 여러 가지 담합 사건에 연루되어 후속 건설 회사에 상당한 영향을 미쳤다.
가지마 건설의 슬로건은 “100년을 창조하는 회사”이다.

## 연혁
- 1930년 주식회사 가지마조 설립(자본금 300만엔). 가지마 세이이치가 사장으로 취임
- 1945년 하나오카 사건
- 1947년 회사 이름은 가지마 건설로 변경되었다.
- 1965년 일본 최초의 초고층 빌딩, 미쓰이 부동산 가스미가세키 빌딩 (지상 36층) 착공
- 1968년 본사를 모토아카사카로 이전. 원래의 본사는 야에스 북센터가 된다.
- 1973년 선샤인 60 착공
- 1974년 대법원 신청사 완공. 신주쿠 부도심의 빌딩군(신주쿠 스미토모 빌딩, KDD 빌딩, 신주쿠 미쓰이 빌딩) 완공
- 1988년 세이칸 터널, 혼슈 시코쿠 연락교 완공
- 1992년 도쿄 이스트 21 완공
- 2009년 창업 170년